# Drăgușeni, Botoșani
Drăgușeni là một xã thuộc hạt Botoșani, România. Dân số thời điểm năm 2002 là 2779 người.